# Gora Vize
Gora Vize är ett berg i Antarktis. Det ligger i Östantarktis. Australien gör anspråk på området. Toppen på Gora Vize är 1 521 meter över havet.
Terrängen runt Gora Vize är huvudsakligen platt, men österut är den kuperad. Trakten är obefolkad. Det finns inga samhällen i närheten.